# Grand Prix de Denain 1984
La 26e édition du Grand Prix de Denain a eu lieu le 25 avril 1984. Elle a été remportée par le Belge Yves Godimus.

## Classement final
Yves Godimus remporte la course,.
| Classement final | Classement final   | Classement final | Classement final                 | Classement final |
|                  | Coureur            | Pays             | Équipe                           | Temps            |
| ---------------- | ------------------ | ---------------- | -------------------------------- | ---------------- |
| 1er              | Yves Godimus       | Belgique         | Fangio-Ecoturbo                  |                  |
| 2e               | Claude Criquielion | Belgique         | Splendor-Mondial-Marc            |                  |
| 3e               | Willy Vigouroux    | Belgique         | Splendor-Mondial-Marc            |                  |
| 4e               | Willy Teirlinck    | Belgique         | Eurosoap-Crack-De Bilde-Libertas |                  |
| 5e               | Bruno Wojtinek     | France           | Renault-Elf                      |                  |
| 6e               | William Tackaert   | Belgique         | Fangio-Ecoturbo                  |                  |
| 7e               | Patrick Deneut     | Belgique         | Eurosoap-Crack-De Bilde-Libertas |                  |
| 8e               | Jan Jonkers        | Pays-Bas         | Elro-Autobrabant-Mavic           |                  |
| 9e               | Erik Stevens       | Belgique         | Eurosoap-Crack-De Bilde-Libertas |                  |
| 10e              | Jan Bogaert        | Belgique         | Dries-Verandalux-Gios            |                  |
| modifier         |                    |                  |                                  |                  |